# Estupefacientes
Los estupefacientes son aquellas sustancias que actúan sobre el sistema nervioso central, ya sea excitándolo o deprimiéndolo. En general son opioides (derivados del opio) y también se pueden conocer como narcóticos al ser negociados en el mercado negro con fines de lucro para usos distintos a los propios de un medicamento. La palabra en sí se refiere en su mayoría a productos de uso medicinal como el difenoxilato o la metadona, pero no se limita a estos al tener los mismos efectos que sustancias ilegales como la cocaína o heroína, ya que afectan al sistema nervioso central, una excitándolo y otra deprimiéndolo.
Un estupefaciente tiene la característica de ser una sustancia psicotrópica de carácter, o con potencial, altamente adictivo y con un perfil similar a la morfina o incluso a la marihuana debido a sus efectos (La morfina es el estupefaciente por excelencia mientras que la marihuana es un psicotrópico).
Los estupefacientes o narcóticos, están relacionados por lo general con el tratamiento y control del dolor. Se dice que estas sustancias tienen un índice terapéutico muy pequeño (ventana terapéutica pequeña): es decir que las dosis deben ser muy precisas para cada patología e indicación en particular. Por ejemplo, con una concentración específica se puede producir excitación y con una concentración superior pueden deprimir el sistema nervioso central. Es por ello que su indicación y prescripción deben ser realizadas exclusivamente por profesional médico especialista, y deben ser utilizados bajo estricta vigilancia médica.

## Medidas para el control de medicamentos estupefacientes en España

### Adquisición
En la CU de 1991 se incluyen cuatro listas de sustancias, incluida una lista de sustancias prohibidas, la IV, con sustancias tales como la heroína o el cannabis. La ley 17/1967 actualizó las normas vigentes sobre estupefacientes y, posteriormente, el gobierno español ratificó las sucesivas modificaciones de la Convención.
Aquella oficina de farmacia que desee solicitar un medicamento estupefaciente deberá hacerlo a través de un vale de estupefacientes. Un vale de estupefacientes es un documento de carácter sanitario, normalizado y obligatorio, mediante el cual las oficinas y servicios de farmacia, almacenes de distribución y laboratorios farmacéuticos, adquieren las sustancias y medicamentos estupefacientes precisos para el desempeño de la actividad que tienen autorizada. Este vale posibilita al solicitante adquirir un único producto de un solo tamaño de envase, pudiéndose solicitar varias unidades siempre que todas ellas sean bajo el mismo código de medicamento. En caso de querer solicitar uno de estos vales, solo podrá adquirirlo el farmacéutico titular, regente o sustituto, en la Delegación Territorial de Sanidad, según donde se localice el local solicitante.
El farmacéutico solicitante deberá rellenar toda la información necesaria en el vale, así como en la matriz, esto es, el comprobante de solicitud que conservará el solicitante. Estos documentos deberán tratarse como cualquier otro documento de carácter administrativo, por lo que no admitirán ni enmiendas ni tachaduras, pero, en caso de error, deberán archivarse, anotarse en la matriz el motivo del fallo y rellenar un nuevo vale.

### Custodia y almacenamiento
Debido a los elevados riesgos de estos medicamentos, no solo toxicológicos sino también la alta incidencia de robo, todo medicamento estupefaciente debe almacenarse de manera separada del resto de medicamentos, inaccesibles para personas ajenas a la oficina de farmacia, a ser posible bajo llave. En lo relativo a condiciones ambientales, se tomarán las mismas precauciones que el resto de medicamentos, teniendo especial cuidado en respetar la cadena de frío en aquellos medicamentos sensibles al calor.
Así mismo, en las oficinas de farmacia se exige la tenencia de unas existencias mínimas de estupefacientes, tal y como se refleja en la Circular 17/2001 de 29 de octubre, de la Agencia Española del Medicamento, relativa a existencias mínimas en farmacias de medicamentos conteniendo estupefacientes de Lista I de la Convención Única de 1961.

### Prescripción y dispensación
A la hora de prescribir un medicamento estupefaciente, el documento requerido dentro del territorio español es la ROE (Receta Oficial de Estupefacientes), tanto en la atención sanitaria privada como en la atención sanitaria del Sistema Nacional de Salud, con la diferencia en este último caso de que se realizará a través de prescripción informatizada con la leyenda “Receta Oficial de Estupefacientes”. Sin embargo, la prescripción puede ser manual, en cuyo caso, deberán redactarse a la vez una receta común del SNS y una ROE, ambas por el mismo médico. Lo mismo podrá aplicarse en el caso de las mutualidades.
Sin embargo, la necesidad de dicha ROE varía en función de en qué lista se encuentre el susodicho estupefaciente. Así, los estupefacientes de la lista I requieren receta oficial de estupefacientes para su prescripción y dispensación, mientras que los estupefacientes incluidos en las listas II solo precisan receta ordinaria, siendo las condiciones de dispensación de medicamentos con estas sustancias como las de los medicamentos "ordinarios" que necesitan receta. Los estupefacientes de la Lista III también requieren receta ordinaria y son medicamentos a base de sustancias de las listas I y II a bajas concentraciones.
Una ROE tendrá una validez de 10 días y deberá presentarse sin enmiendas ni tachaduras, salvo que estén firmadas por el médico prescriptor.
El médico ha de tener en cuenta toda una serie de detalles en la prescripción, pues sino el farmacéutico se vería obligado a rechazar la dispensación de la receta. La información necesaria es la siguiente:
- Nombre y dirección del médico prescriptor.
- Nombre, dosificación, número de unidades y sin superar los 4 envases del medicamento.
- Solo puede dispensarse un estupefaciente por receta, para 3 meses de tratamiento.

La receta irá acompañada de una hoja de instrucciones para el paciente mientras que la receta irá destinada al farmacéutico.
En la dispensación, el farmacéutico ha de apuntar, al dorso de la ROE, el nombre y DNI de la persona que retira el medicamento.

### Estupefacientes de uso veterinario
Existen también medicamentos estupefacientes de uso veterinario que, como sus homólogos en uso humano, tienen una normativa específica. Así, la ROE para uso veterinario va identificada como Receta Oficial de Estupefacientes Veterinaria. Esta receta consta de un original para la farmacia (por tanto solo se pueden dispensar medicamentos estupefacientes de uso veterinario en las oficinas de farmacia), una copia para el responsable del animal y otra copia para el veterinario prescriptor. 
Se puede dispensar un solo medicamento, para un único animal y la medicación precisa para un mes de tratamiento como máximo. 
Esta receta debe incluir los siguientes datos:
- Prescriptor: nombre, dos apellidos, dirección, número de teléfono, provincia de colección y número de colegiado.
- Denominación del medicamento, forma farmacéutica, posología, duración de tratamiento y en el caso de una prescripción excepcional por vacío terapéutico, debe consignarse la leyenda “Prescripción excepcional”
- Sello del colegio veterinario que ha efectuado la distribución del talonario.
- Firma del prescriptor y fecha de prescripción

Tanto las recetas para uso humano como las de uso veterinario tendrán una validez de diez días y, una vez dispensado el medicamento, la receta deberá ser firmada, sellada y fechada y se deberán archivar en la oficina de farmacia durante un periodo no inferior a 5 años. Así mismo, se deberá anotar la salida, de manera exclusiva, en el libro de contabilidad de estupefacientes.

### Devolución
En caso de devolución de cajas caducadas, no acabadas o por otras circunstancias, se requerirá del vale de adquisición, el cual se encontrará rotulado de manera clara y legible la leyenda: “Devolución”. En el caso de que se trate de medicamentos devueltos por los pacientes se hará, igual que cualquier otro medicamento, depositándolo en el correspondiente contenedor SIGRE. Estas devoluciones deberán constar en el libro de contabilidad de Estupefacientes como Salidas.